# FUE hajbeültetés
A FUE (Follicular Unit Extraction) hajbeültetés hajszálegységenkénti hajkinyerési technika. A módszer sajátossága, hogy a beültetni kívánt hajszálakat egy nagyjából 1,0-1,2 mm vékony körtű segítségével, hajszálegységekként, úgynevezett graftonként nyerik ki a donorterületről. Egy-egy graft 1-4 hajszálat tartalmazhat. Ezeket a graftokat aztán egy hasonló méretű lyukat ejtve a fejbőrön beültetik a hajhiányos, kopaszodó területre.

## A FUE előnye
- A korábban általánosan alkalmazott FUT hajbeültetési technikával szemben a FUE hatalmas előrelépést jelent a hajbeültetés területén. A FUE hajbeültetés nagy előnye ugyanis, hogy az eljárás során nem használnak szikét, nem ejtenek vágást, így a beavatkozás után a fejbőr kevésbé sérül. A FUT hajbeültetés után maradó jellegzetes lineáris heg helyett a FUE hajbeültetés esetleges nyomai apró méretű (általában 1 mm-nél kisebb) pontok lehetnek a tarkó tájékán, melyek szabad szemmel alig láthatók.
- A hajbeültetés ambuláns beavatkozásnak számít, a FUT hajbeültetéshez hasonlóan a FUE hajbeültetés is helyi érzéstelenítéssel történik, így az eljárás fájdalommentes. A korábbi FUT módszerhez képest azonban a FUE hajbeültetés esetén a donorterület gyógyulási ideje jóval kellemesebb és gyorsabb, hiszen nincs gyógyulandó heg, nincs eltávolítandó varrat. A beavatkozás során ejtett bemetszések 7-10 nap alatt begyógyulnak.
- A FUE beavatkozás további előnye, hogy a FUT módszerrel szemben a hajhagymáknak jóval kevesebb része sérül a kinyerést követően, így a beültetés során minimális a bár kinyert, de kárba veszett hajszálak száma, a hajbeültetés jóval effektívebb.

## A FUE hajbeültetés hátránya
- A FUE hajbeültetés jóval időigényesebb, mint a FUT hajbeültetési módszer. A FUE műtét ideje egyaránt függ a sebész tapasztalatától és a páciens adottságaitól, a hajállomány minőségétől és a beültetendő hajszálak mennyiségétől. Az eljárás mindezektől függően néhány órától kezdve (körülbelül 200 átültetendő graft esetén) akár két egymást követő napot is igénybe vehet (2500-3000 graft átültetésekor).
- A FUE hajbeültetés sem teljesen nyom nélküli beavatkozás. Bár vonalas heg nem keletkezik, alig látható, de apró pontok maradnak a tarkó területén. Ezen poszt-operatív mikrohegek mérete a tűk kialakításától, belső átmérőjétől függenek nagyrészt.

## A FUE hajbeültetés eredménye
A FUE hajbeültetés eredményét, hasonlóan a FUT hajbeültetéséhez, több tényező is befolyásolja. Az, hogy mennyire lesz természetes az eredmény, nagyrészt a donorterület minőségétől függ. A sikeres hajbeültetés feltétele, hogy a donorterület hajsűrűsége elegendő legyen ahhoz, hogy a kopaszodó felületet maradéktalanul lefedje. A jó eredményre hatással van továbbá a hajbeültetést végző szakorvos tapasztalata is, ugyanis a természetes eredmény eléréséhez nélkülözhetetlen, hogy az átültetett hajszálak megfelelő dőlésszögben kerüljenek új helyükre. https://www.ncbi.nlm.nih.gov/books/NBK547740/
A hajbeültetés eredményének megjelenése tekintetében nincs különbség a különböző módszerek között. Az átültetett hajszálak 2-3 héten belül kihullnak, majd nagyjából a beavatkozást követő harmadik hónaptól kezdik növekedésüket. A hajbeültetés végleges eredménye a 12-18. hónapban lesz látható. Az eredmény maradandó, az átültetett hajszálakra ugyanis a továbbiakban nem hat a kopaszodásért a legtöbb esetben felelős DHT hormon.